# 黃鉤蛺蝶
黄钩蛱蝶（Polygonia c-aureum）也稱黃蛺蝶、葎胥，是鉤蛺蝶屬中的一種蝴蝶。

## 描述
展翅寬約 27 毫米。翅膀為橙色，佈有黑色斑點。翅的腹面為樹皮狀的斑駁褐色，後翅中央有一枚閃亮的逗號形斑。與其他逗號蝶的主要差異在於，其後翅腹面帶有藍色斑紋。

## 分布
本種廣泛分布於東亞地區，包括西伯利亞、中國東部、朝鮮半島、日本、台灣、東南亞、中南半島北部。

## 生態習性
常見於市郊地區，並非瀕危物種。幼蟲以大麻科植物葎草為食，一年多世代。

## 資料來源
1. ↑  徐堉峰. . 台中市: 晨星出版社. 2013. ISBN 978-986-177-668-2.

## 外部連結
- Kazuo UNNO et al., Hana-to chou-wo tanoshimu batafurai gāden nyūmon, Nou-san-gyo-son bunka kyoukai, 15/Jun/1999, ISBN 4-540-98135-8
- 维基共享资源上的相關多媒體資源：黄钩蛱蝶